# Kerwhizz
Kerwhizz: es un programa infantil de televisión británico producido por studio 100. Se estrenó en la BBC, en el Reino Unido, el 3 de noviembre de 2008. 
La producción estuvo a cargo de CBeebies In-house Productions, una división de la BBC. En cuanto a la distribución, la BBC Worldwide se encargó de llevar la serie a audiencias internacionales.

## Trama
Los concursantes son Kit, Twist y Niki, y estos tienen que contestar todo lo que el Kerwhizzitor les pregunte. Una vez contestadas las preguntas, deben estar listos para comenzar una carrera en diferentes mundos mágicos y misteriosos. Siempre uno o dos de los concursantes se distraen de lo que hay en el mundo que escogieron.

## Personajes

### Personaje que pregunta
- Kerwhizzitor: Es el que se encarga de realizarle preguntas a los concursantes de los diferentes equipos.

### Personajes que responden
- Niki: Es una niña morena, de cabello negro y con coletas. Es un poco despistada con las preguntas, por lo que Pip (su compañero) la ayuda a responderlas. Pertenece al equipo amarillo, y su nave es también amarilla.

- Twist: Es un niño inteligente y rubio. Responde algunas preguntas bien, y tiene como compañero a Snout (es un poco hambriento que se come todo lo que encuentra). Su equipo es el azul.

- Kit: Es una niña, que tiene el cabello azul y su personalidad es un poco presumida. Pertenece al equipo rosa y tiene como compañera a Kaboodle, una alienígena.

### Sus compañeros
- Pip: Es un perro de color verde que no habla (solamente hace un ruido vibrante). Es más inteligente que Niki y ayuda a Snout, para que no coma tanto.

- Snout: Es un mamut. Se caracteriza por comer todo lo que ve (hambriento), fiel amigo de Twist.

- Kaboodle: Es una alienígena compañera de Kit, y comparte con esta el hecho de ser un poco presumida. Es divertida y animada, lo contrario a Kit que es muy pequeña y saltarina.

### Los de las preguntas
- Natterjack el sapo: Es un sapo que hace preguntas fáciles y típicas para que los chicos puedan adivinarlas y responderlas correctamente.

- Herbert Erupto el eruptosaurio: Es un dinosaurio gigante que hace preguntas, generalmente, sobre comida y/o también adivinanzas.

- King Pong el zorrillo: Es el rey zorrillo que esta pregunta a diario es de Pip, Snout y Kaboodle, la cual tiene que ver con que se esconde en algún objeto de color y los concursantes lo tienen que adivinar.

- Cool Cat el gato: Es un gato músico que realiza la pregunta final. Esta consta de adivinar los sonidos. A veces para ello trae a su compañía de gatos para que toquen piezas y los chicos las adivinen.

## Número de episodios
La serie cuenta con 41 episodios, realizados entre 2008 y 2011.

## Victorias
Kerwhizz siempre finaliza los episodios con una carrera en un mundo diferente, donde siempre algún equipo se distrae admirando la vista. En total hubo 41 carreras (1 en cada episodio), cuyos ganadores y porcentajes de victoria correspondientes son:
- Equipo Amarillo (Ninki & Pip): 41,46% (14 victorias + 1 empate + 2 empates triples)
- Equipo Azul (Twist & Snout): 36,58% (13 victorias + 2 empates triples)
- Equipo Rosado (Kit & Kaboodle): 21,96% (11 victorias + 1 empate + 2 empates triples)